# هیم‌استیده
همستد (به هلندی: Heemstede) یک شهرستان در هلند است که در استان هلند شمالی واقع شده‌است.

## خصوصیات
همستد که ۱ متر بالاتر از سطح دریا واقع شده دارای ۹٫۶۴ کیلومتر مربع مساحت و ۲۶٬۴۲۹ نفر جمعیت در سال ۲۰۱۴ بوده است.

## خواهرخوانده
شهرهای رویال لیمینگتون اسپا و آنتسیو خواهرخوانده‌های همستد هستند.

## نگارخانه

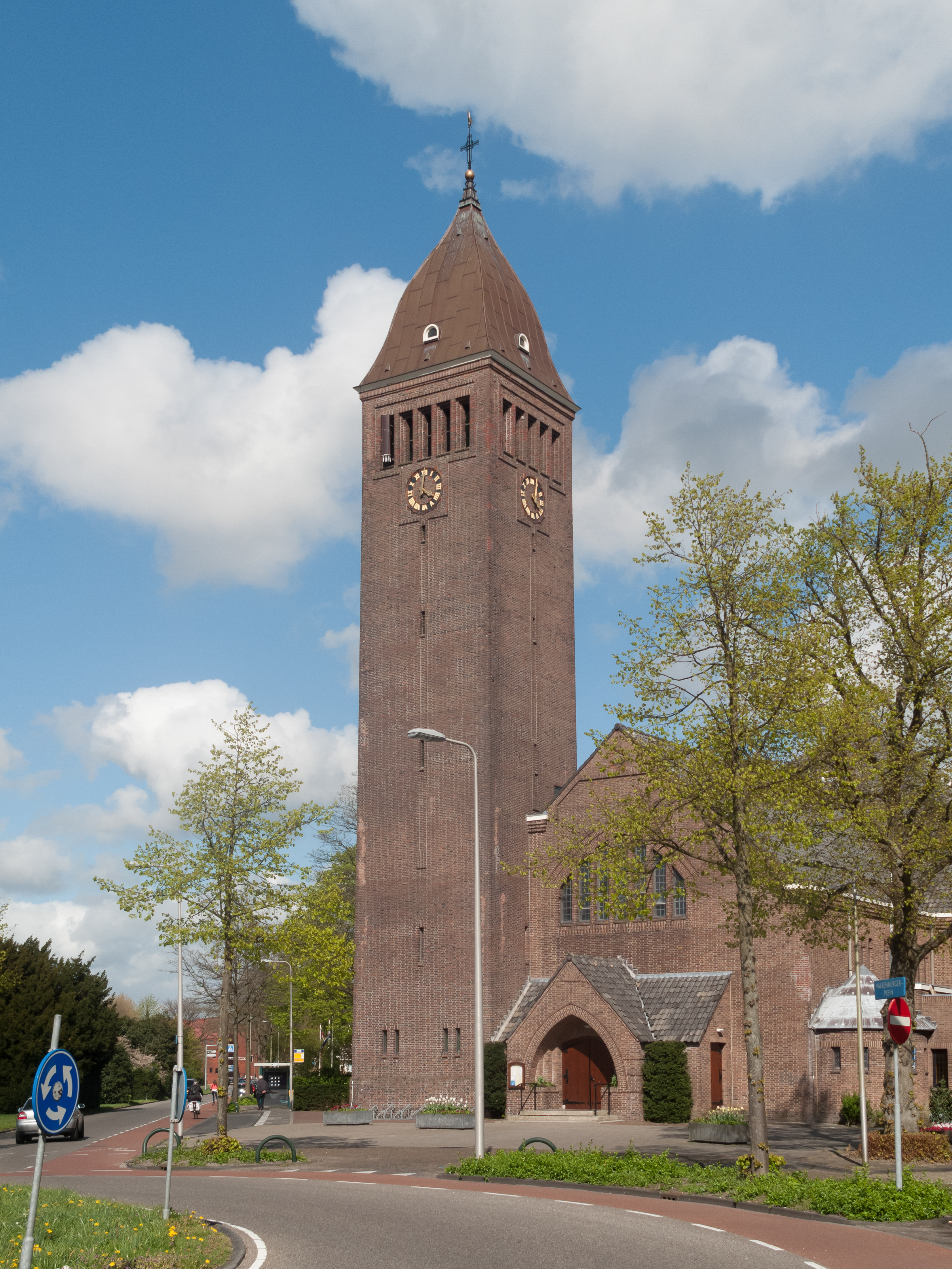
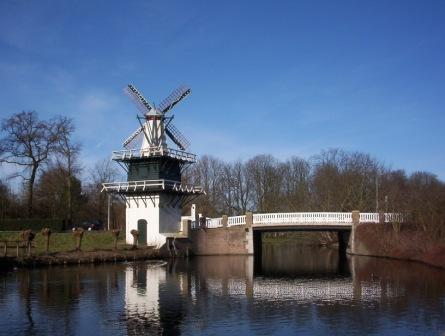
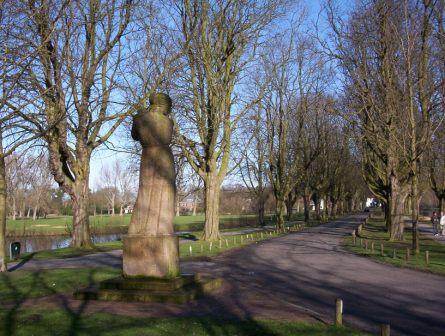
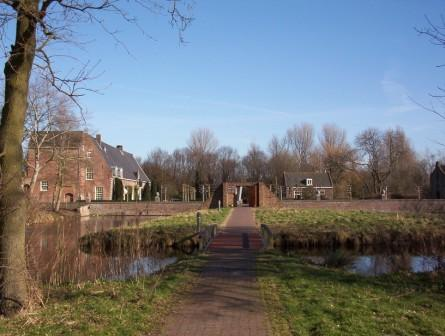
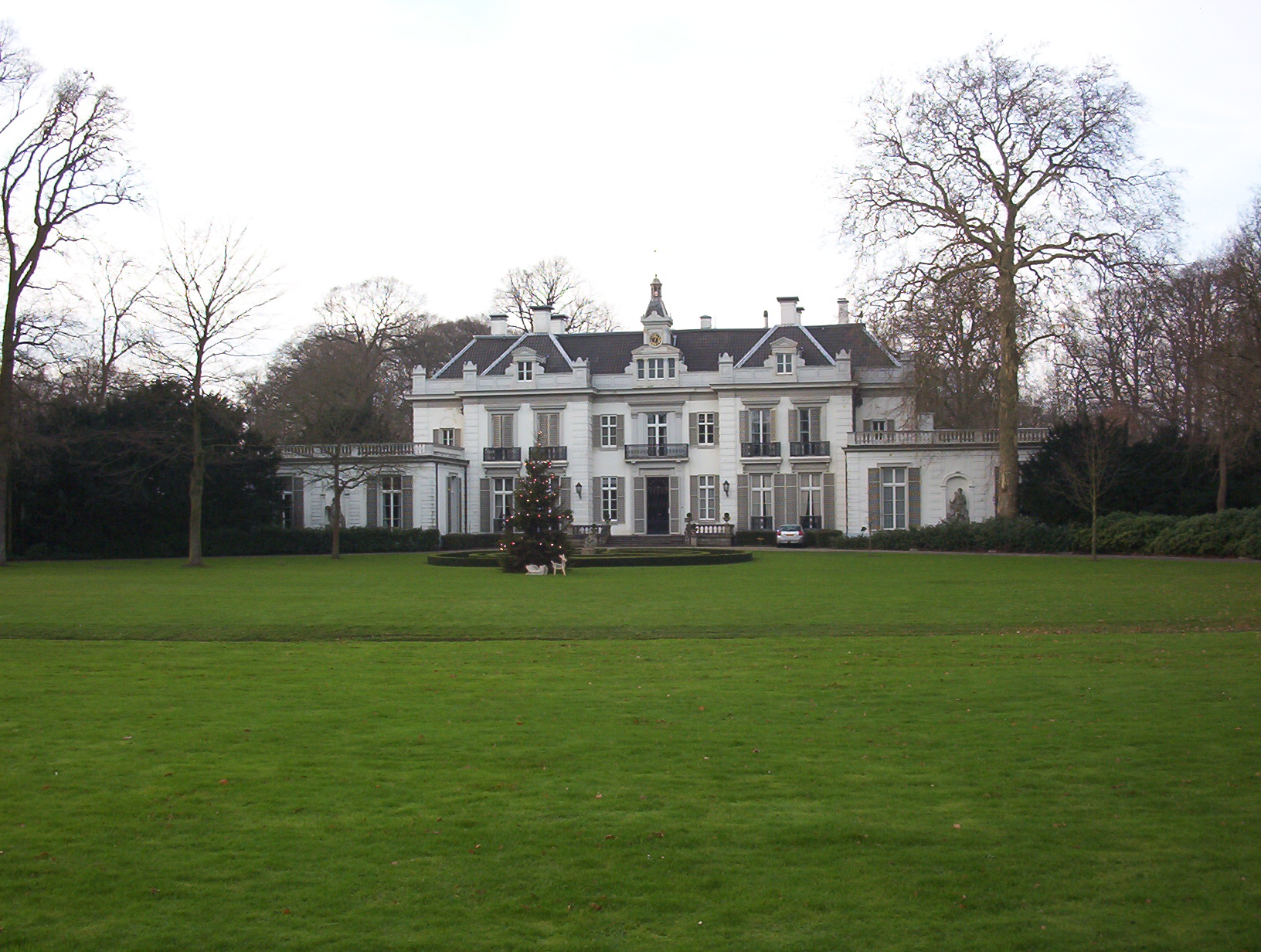
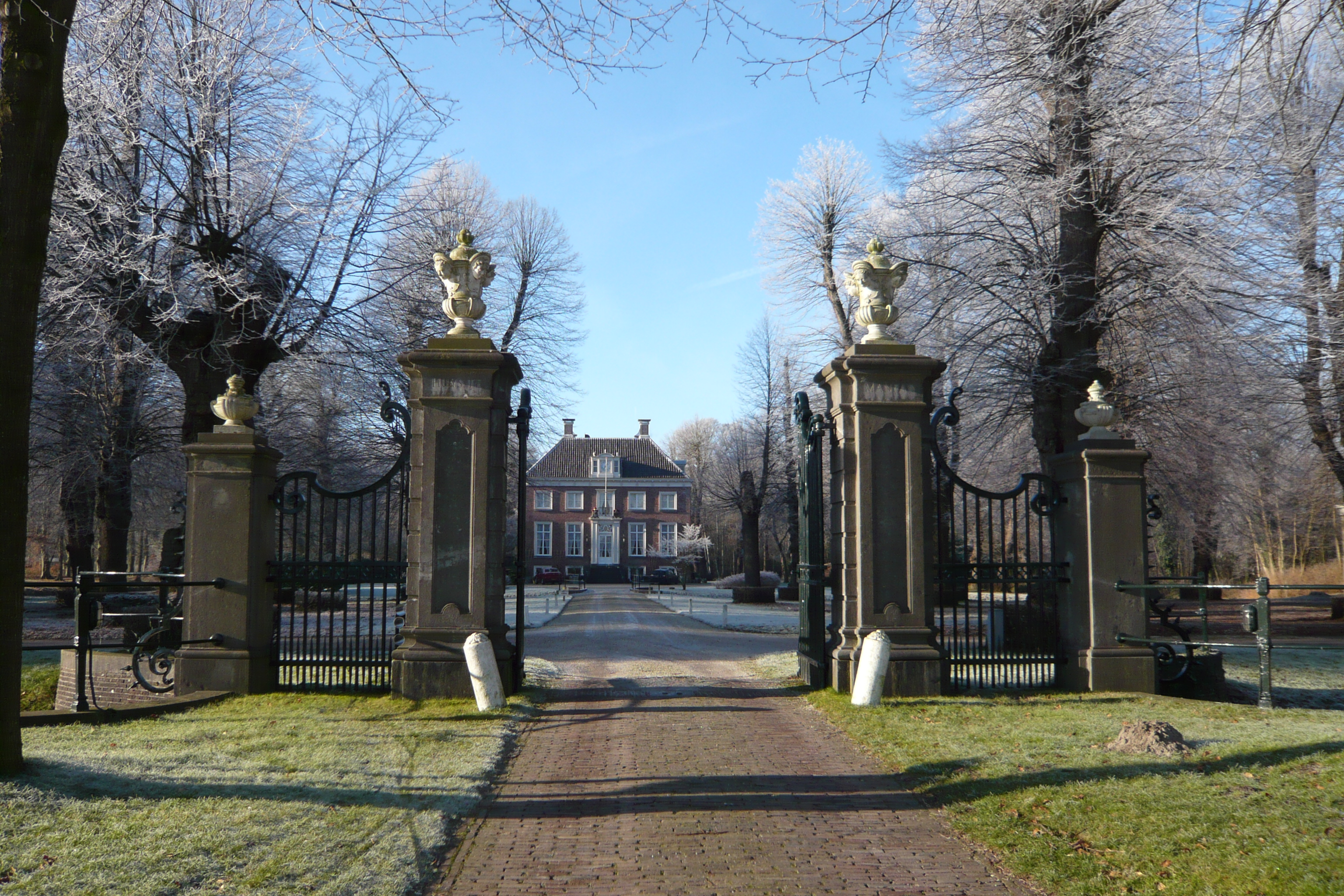
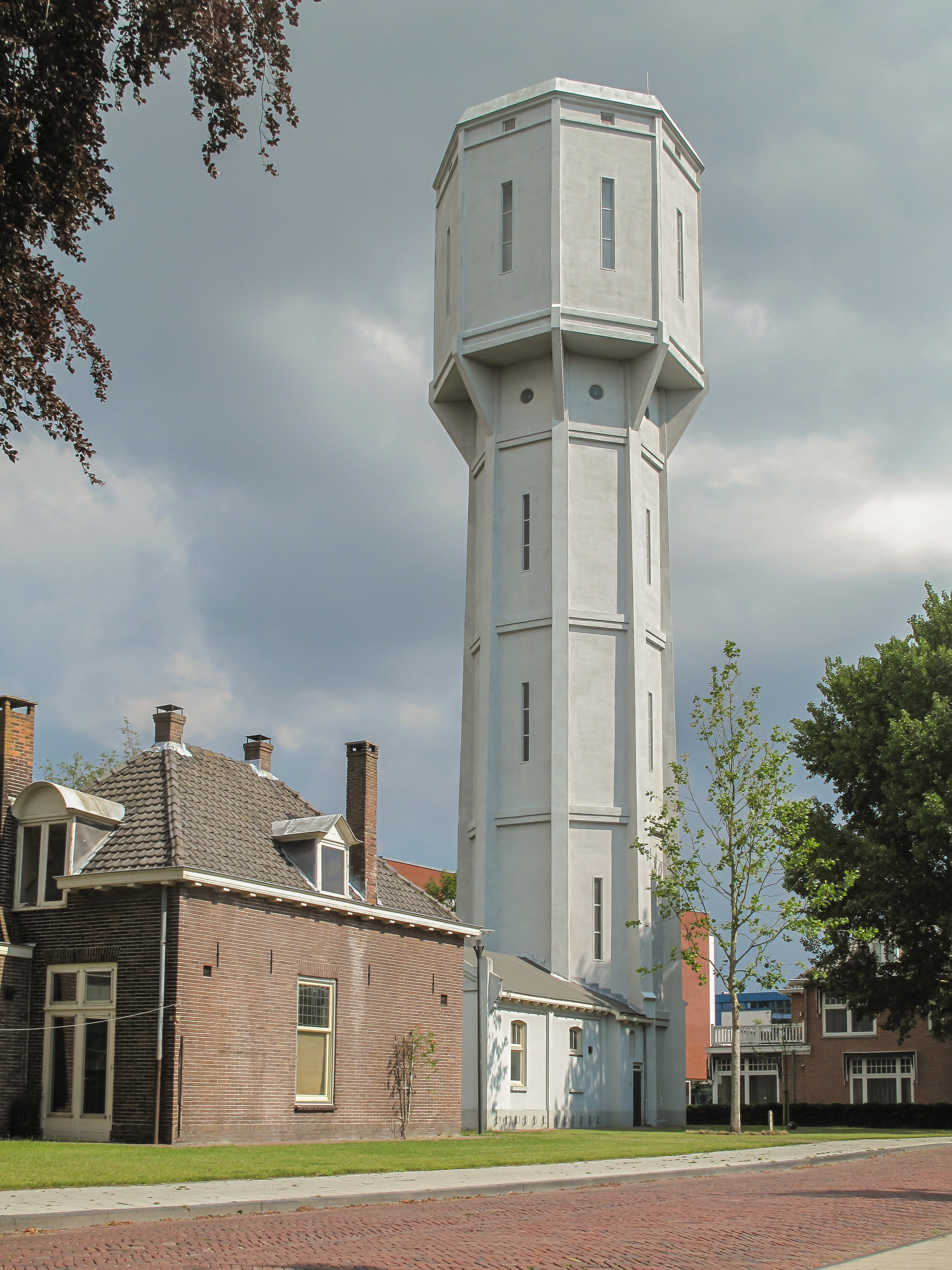
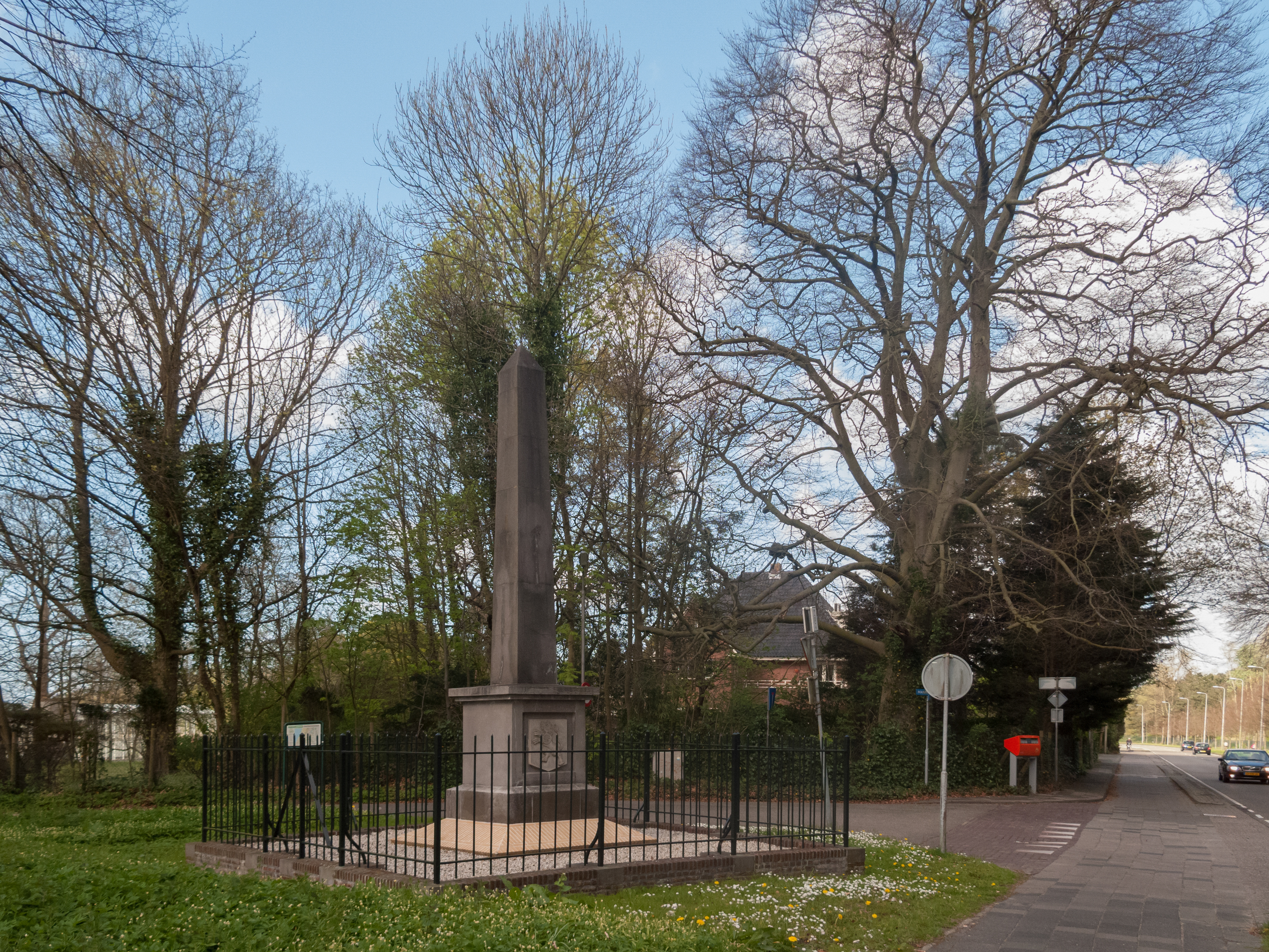